# Административное деление Великобритании

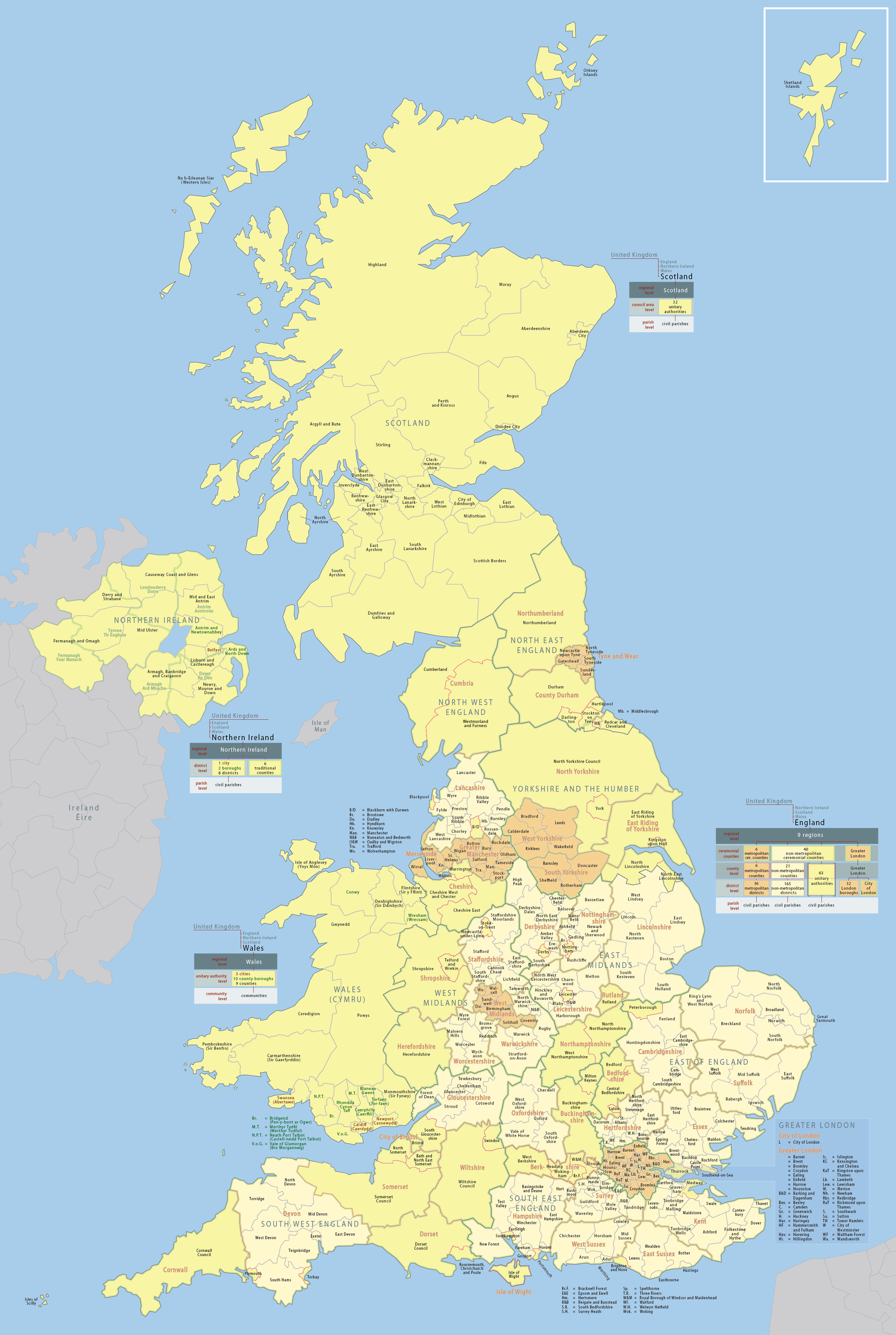

На сегодняшний день Великобритания является унитарным государством, а внутреннее административное деление является одним из самых сложных и многоуровневых в мире.
Все страны, входящие в состав Соединённого Королевства и имеющие разный правовой статус автономий, при этом разделяют одну Корону (каждая — в своем праве). В частности, Уэльс никогда не являлся единым независимым государством в нынешних границах. Будучи захваченным Англией, он на особом положении оставался её частью до 1967 года, когда была создана правовая юрисдикция Англия и Уэльс, и по-прежнему во многих вопросах представляет собой единое целое с Англией. Полномочия органов власти отдельных стран также определяются индивидуально в рамках процесса деволюции, начатого в 1997 году. Шотландия является одной из основополагающих частей Соединенного Королевства, которое было образовано согласно международному договору 1706 года.  С 1801 года, когда произошло объединение Великобритании и Ирландии, до 1922 года, когда было основано Ирландское независимое Государство, страна официально называлась Соединённым Королевством Великобритании и Ирландии. 
Соединенное королевство расположено на пяти тысячах островов. Нормандские острова и Остров Мэн формально не являются частью Соединённого Королевства, но они имеют с ним особые отношения. Нормандские острова в X веке входили в состав герцогства Нормандского и остались в подданстве английской короны после его окончательного подчинения Франции в XV веке. Остров Мэн до 1266 года находился под номинальным суверенитетом Норвегии, а под прямое управление британской короной перешёл в 1765 году. В наши дни эти территории располагают собственными законодательными собраниями и системами законов, а на острове Мэн есть также своя система налогообложения. Британское правительство ответственно только за их представительство на международной арене и внешнюю защиту.
Историческое развитие и разрозненная правовая система обусловили внутригосударственное деление Соединённого Королевства. Территория крупных островов подразделяется на следующие географические части: Северная Ирландия, Северная Шотландия, Южная Шотландия, Северо-Восток, Северо-Запад, Йоркшир и регион Хамбер, Восточный Мидлэндз, Западный Мидлэндз, Уэльс, Восточная Англия, Юго-Восток, Юго-Запад и область Большого Лондона. Также существует и другое деление — на графства, всего их 72. Графство (перед указанием города) сокращенно указывается в почтовом адресе одной или двумя буквами. Список этих сокращений имеется в любом почтовом отделении. 
В ведении органов местной власти находятся жилищное строительство, образование, социальное обеспечение, полиция и пожарная служба. Они финансируются за счёт средств, полученных от взимания муниципальных налогов, местных налогов и дотаций центрального правительства.
| Место                   | Название                | Административное деление                                 | Площадь, км² | Население, чел. (2011) | Плотность, чел./км² |
| ----------------------- | ----------------------- | -------------------------------------------------------- | ------------ | ---------------------- | ------------------- |
| 1                       | Англия                  | Регионы Англии                                           | 130 395      | 53 012 456             | 406,55              |
| 2                       | Шотландия               | Округа Шотландии                                         | 78 772       | 5 295 403              | 67,22               |
| 3                       | Уэльс                   | Округа Уэльса                                            | 20 779       | 3 063 456              | 147,43              |
| 4                       | Северная Ирландия       | Графства Северной Ирландии, сейчас вместо них 11 районов | 13 843       | 1 810 863              | 130,81              |
| Соединённое Королевство | Соединённое Королевство | Соединённое Королевство                                  | 243 789      | 63 182 178             | 259,17              |